# Бабиницька сільська рада (Вітебський район)
55°15′32″ пн. ш. 30°21′21″ сх. д. / 55.25889° пн. ш. 30.35583° сх. д.
Баби́ницька сільська́ ра́да (біл. Бабі́ніцкі сельсавет) — адміністративно-територіальна одиниця у складі Вітебського району, Вітебської області Білорусі. Адміністративний центр сільської ради — агромістечко Бабиничі.

## Розташування
Бабиницька сільська рада розташована на півночі Білорусі, на сході Вітебської області, на північний схід від обласного та районного центру Вітебськ.
Територією сільради, із північного сходу на південний захід протікає річка Західна Двіна із своєю лівою притокою Вітьбою (33 км). Великих озер, площею більше 0,2 км², на території сільради немає.

## Історія
Сільська рада була створена 20 серпня 1924 у складі Вітебського району Вітебської округи (БРСР) і перебувала там до 26 липня 1930 року. В 1930 році округа була ліквідована і рада у складі Вітебського району перейшла у пряме підпорядкування БРСР. 15 лютого 1931 район був ліквідований, сільрада передана в адміністративне підпорядкування Вітебської міської ради. 27 липня 1937 року сільрада передана до складу відновленого Вітебського району.
З 20 лютого 1938 року, після утворення Вітебської області (15 січня 1938), разом із Вітебським районом, увійшла до її складу.

## Склад сільської ради
До складу Бабиницької сільської ради входить 27 населених пунктів:
| - Бабиничі — агромістечко. - Авдійовичі — село. - Ананіне — село. - Барвін — село. - Белиновичі — село. - Бібіревка — село. - Буєве — село. - Вітьба — селище . - Гатушки — село. | - Жебентяї — село. - Желізняки — село. - Жмуркове — село. - Казанове — село. - Кашине — село. - Клішеве — село. - Комунарка — село. - Косово — село. - Кошельове — село. | - Максютки — село. - Ольгове — агромістечко. - Підбереззя — село. - Полудітки — село. - Пишняки — село. - Світлий — селище . - Сенькове — село. - Чумачий Мох — село. - Шабуни — село. |

Населений пункт, який раніше існував на території сільської ради і знятий з обліку:
- Казимирівка — село.